# Coleophora horatioella
Coleophora horatioella é uma espécie de mariposa do gênero Coleophora pertencente à família Coleophoridae.